# Bessel (månekrater)
Bessel er et lille nedslagskrater på Månen. Det befinder sig på i den sydlige halvdel af Mare Serenitatis på Månens forside og er opkaldt efter den tyske matematiker og astronom Friedrich W. Bessel (1784 – 1846).
Navnet blev officielt tildelt af den Internationale Astronomiske Union (IAU) i 1935. 
Observation af krateret rapporteredes første gang i 1834 af Johann Heinrich von Mädler 

## Omgivelser
Trods sin ringe størrelse er dette det største krater, som helt ligger inden for grænsen af maret. Det ligger nord-nordøst for Menelauskrateret. 

## Karakteristika
Krateret er cirkulært og skålformet med en rand, som har højere albedo end bunden af det omgivende mare. Den ydre rand er ikke nedslidt af betydning, og der er ikke særlige landskabstræk i det indre, bortset fra nogen ophobning af materiale fra kratervæggen langs udkanten. Bessel er ikke stort nok til have udviklet terrasser i lighed med de større kratere.
Et stort strålesystem, som mest sandsynligt stammer fra Tychokrateret, krydser maret fra nord til syd og passerer forbi Besselkrateret langs dets vestlige side.

## Satellitkratere
De kratere, som kaldes satellitter, er små kratere beliggende i eller nær hovedkrateret. Deres dannelse er sædvanligvis sket uafhængigt af dette, men de får samme navn som hovedkrateret med tilføjelse af et stort bogstav. På kort over Månen er det en konvention at identificere dem ved at placere dette bogstav på den side af satellitkraterets midte, som ligger nærmest hovedkrateret. Besselkrateret har følgende satellitkratere:
| Bessel | Længde  | Bredde  | Diameter |
| ------ | ------- | ------- | -------- |
| D      | 27,3° N | 19,9° Ø | 5 km     |
| F      | 21,2° N | 13,8° Ø | 1 km     |
| G      | 21,1° N | 14,7° Ø | 1 km     |
| H      | 25,7° N | 20,0° Ø | 4 km     |

De følgende kratere er blevet omdøbt af IAU:
- Bessel A — Se Sarabhaikrateret.
- Bessel E — Se Bobillierkrateret.

## Måneatlas
- Billeder af Besselkrateret i LPI-måneatlasset